# Ningú no és perfecte
Ningú no és perfecte (títol en anglès original:  Some Like it Hot) és una pel·lícula estatunidenca dirigida per Billy Wilder, estrenada el 1959 i doblada al català.

## Argument
Un cotxe fúnebre és perseguit per un vehicle de la policia. S'intercanvien trets. Aconsegueix escapar-se per tal d'anar a lliurar el seu preciós carregament d'alcohol de contraban. És el Chicago de 1929, en plena prohibició. La policia fa una batuda en una timba clandestina, de la qual dos músics, Joe el saxofonista i Jerry el contrabaixista, aconsegueixen fugir. L'endemà, persegueixen els honoraris. Mentre que buscaran un cotxe per anar al seu nou contracte, són testimonis d'una matança entre gàngsters, la massacre de Sant Valentí. Per tal d'escapar a les represàlies, s'enrolen en una orquestra de dones i s'ha de vestir en conseqüència. Joe es fa Josephine i Jerry es fa Daphnée; s'enamoren de la mateixa encisadora i rossa criatura, que vol casar-se amb un multimilionari. Volent seduir Sugar Kane, que interpreta Marilyn Monroe, Joe s'inventa fins i tot una tercera identitat, Junior.

## Repartiment

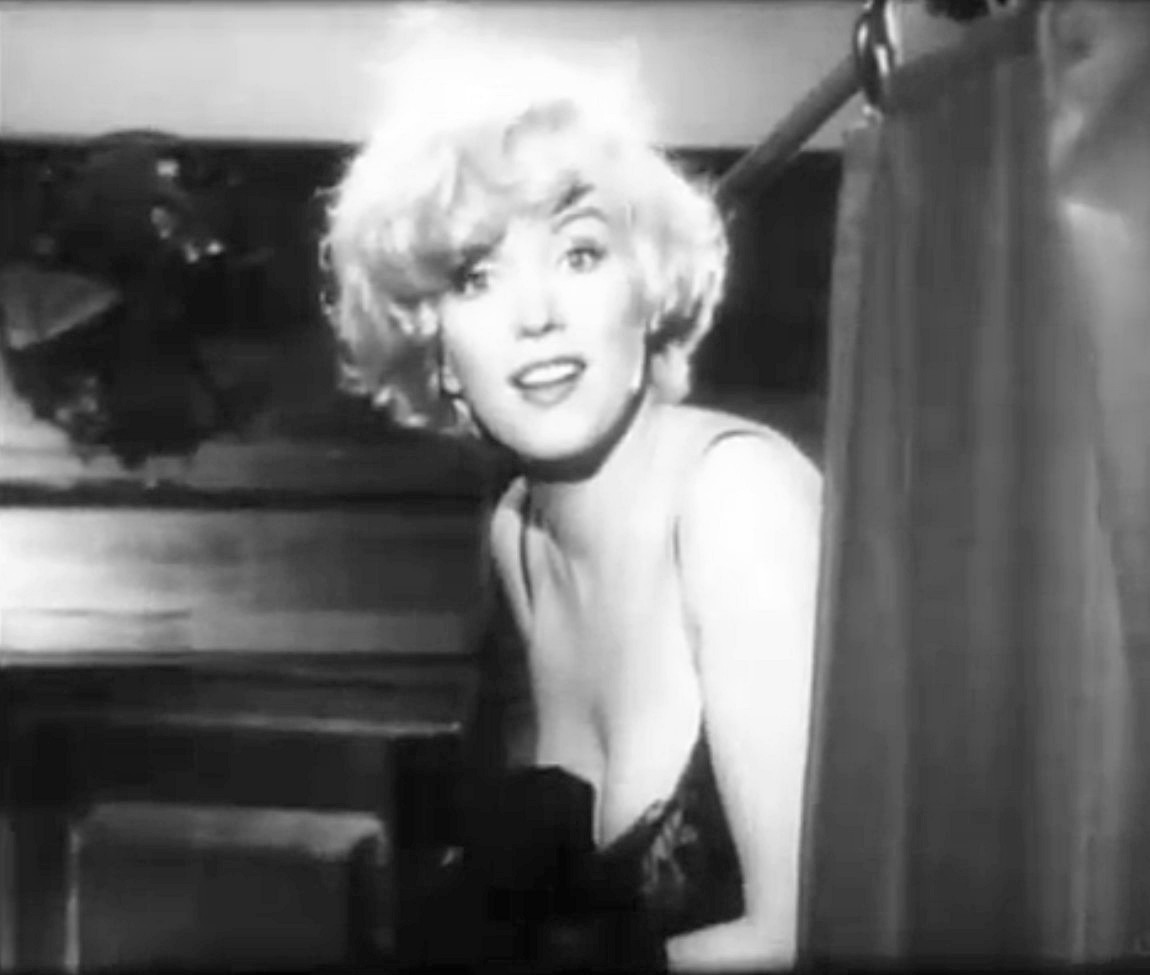
Marilyn Monroe en el paper de Sugar

- Marilyn Monroe: "Sugar"Kane Kowalczyk
- Tony Curtis: Joe / Joséphine / Junior
- Jack Lemmon: Jerry / Daphné
- George Raft: "Spats" Colombo
- Joe E. Brown: Osgood Fielding III
- Pat O'Brien: Mulligan
- Nehemiah Persoff: Bonaparte
- Joan Shawlee: Sue
- Billy Gray: Poliakoff
- George E. Stone: Charlie
- Dave Barry: Beinstock
- Mike Mazurki, Harry Wilson: Homes
- Beverly Wills: Dolores
- Barbara Drew: Nellie Weinmeyer
- Danny Richards Jr.: Bellboy

## Premis i nominacions

### Premis
- 1960: Oscar al millor vestuari per Orry-Kelly
- 1960: Globus d'Or a la millor pel·lícula musical o còmica
- 1960: Globus d'Or al millor actor musical o còmic per Jack Lemmon
- 1960: Globus d'Or a la millor actriu musical o còmica per Marilyn Monroe
- 1960: BAFTA al millor actor estranger per Jack Lemmon
- 1960: Premi del Sindicat de Directors d'Amèrica al millor guió de comèdia per Billy Wilder i I.A.L. Diamond

### Nominacions
- 1959: Grammy al millor àlbum de banda sonora de pel·lícula o televisió
- 1960: Oscar al millor director per Billy Wilder[3]
- 1960: Oscar al millor actor per Jack Lemmon[3]
- 1960: Oscar al millor guió adaptat per Billy Wilder i I.A.L. Diamond[3]
- 1960: Oscar a la millor fotografia per Charles Lang, Jr.[3]
- 1960: Oscar a la millor direcció artística per Ted Haworth i Edward G. Boyle[3]
- 1960: BAFTA a la millor pel·lícula
- 1960: Premi del Sindicat de Directors d'Amèrica al millor director per Billy Wilder

Cal precisar que Ningú no és perfecte va competir el mateix any que Ben Hur de William Wyler, que va guanyar 11 Oscars.

## Al voltant de la pel·lícula
- Marilyn interpreta les cançons següents: Running Wild, I’m Through With Love i I Wanna Be Loved By You.
- Classificada a la vegada com a comèdia, drama i musical, aquesta pel·lícula ha estat designada el 2007, en el lloc 22è de les millors pel·lícules de tots els temps.
- Crítica: L'autentic espectacle el proporciona la fascinació, la ingènua picardia, la bellesa delicada i l'estil interpretatiu de Marilyn Monroe. Una comèdia entretinguda, lleugera, intel·ligent i totalment reeixida.[4]